# El diari d'Anne Frank

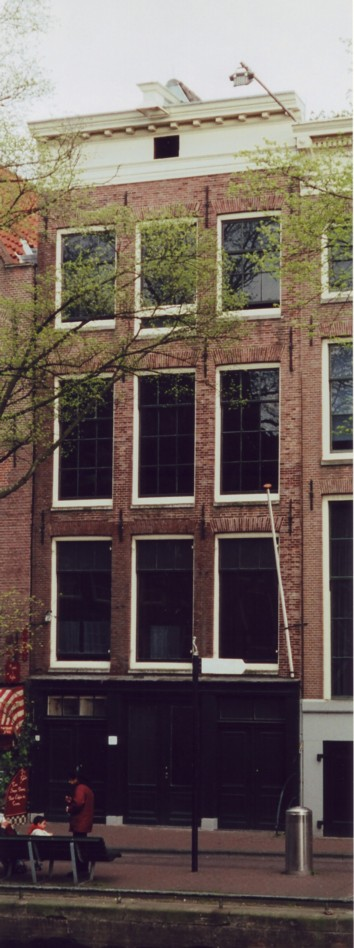
La Prinsengracht 263 a Amsterdam. A la casa de darrere Anne Frank va escriure el seu diari.

El diari d'Anne Frank és un llibre amb els escrits del diari que la jove jueva Anne Frank va escriure en neerlandès al llarg de dos anys, durant l'ocupació nazi dels Països Baixos. La primera publicació aparegué el 1947 amb el títol Het Achterhuis: Dagboekbrieven van 12 Juni 1942 - 1 Augustus 1944 («La casa del darrere: notes del diari del 12 juny de 1942 a l'1 d'agost de 1944»).
Després de l'arrest per la Policia Verda i la deportació al camp de concentració Westerbork de la família Frank, de la família Van Daan (nom vertader: Van Pels) i del dentista jueu Senyor Dussel (nom vertader: Fritz Pfeffer), dues curadores, Miep Gies (en el diari: Miep van Santen) i Bep Voskuijl (en el diari: Elli Vossen) van trobar a les possessions familiars el diari d'Anne Frank. Com que la situació d'Anne era incerta en aquell moment, el diari va ser conservat preciosament.
Després de la guerra resultà que Anne, com la seva mare, germana, la família Van Daan i Senyor Dussel, no van sobreviure al camp. Només el seu pare, Otto Heinrich Frank, va sobreviure als horrors. El 1947 Otto Frank va decidir redactar i publicar el diari. Des d'aleshores, el diari ha estat traduït a més de seixanta llengües i també algunes pel·lícules s'hi van basar, com The Diary of Anne Frank (1959), que va guanyar tres Oscars. El 30 de juliol de 2009 la Unesco va anunciar que el Diari d'Anne Frank seria afegit a la Llista de Patrimoni de la Humanitat de documents.

## Argument
Anne comença el seu diari analitzant la seva manca d'amigues reals i després ofereix un breu resum de la seva infantesa per autodefinir-se. Inicialment narra la vida quotidiana a l'escola: activitats, xerrades amb companyes i com comencen a sorgir els primers flirtejos. En rebre una citació, la família decideix amagar-se per fugir dels nazis. Han de sortir de casa sense gaires coses i deixen enrere el gat, fet que causa gran tristor en Anne. Tot i així, ella expressa entendre bé la situació en què es troben. Al refugi comencen a aparèixer problemes de convivència, especialment amb la seva mare, qui no sembla entendre com és Anne i li exigeix molt més que a la seva germana gran.
Unes setmanes més tard arriba una altra família a ocultar-se a la sala secreta de l'oficina, els van Daan. El fill del matrimoni és jove com les germanes Frank però primerament Anne el troba poc interessant. La presència de tres persones noves deteriora la convivència encara més. Es viuen escenes de perill quan sembla que un soroll els pot delatar als treballadors de l'edifici i Anne és conscient de la seva sort per poder haver fugit a temps, especialment quan comencen a arribar males notícies de coneguts.
La noia expressa el seu desig de tenir la menstruació i ser adulta per poder ser considerada d'igual a igual pels habitants de l'annex, especialment per la seva mare, amb qui alterna períodes de pau amb fortes baralles. Posteriorment arriba el darrer convidat al refugi, un dentista que complica les relacions internes per la seva manca de flexibilitat. Les seves informacions sobre els horrors que pateixen els jueus confirmen a Anne la sensació de ser una privilegiada malgrat haver de suportar incomoditats. Per això adopta una actitud molt crítica cap a qui es queixa.
L'any 1943 la situació es complica, amb manca de recursos i més amenaces exteriors. Anne continua sentint-se incompresa perquè tothom la renya. El tema polític pren més pes en les converses dels refugiats. La noia decideix ser més hipòcrita per estalviar discussions davant la tensió creixent, ja que han perdut un dels enllaços amb l'exterior (un amic que cau malalt). Comença a escriure més sobre els seus somnis, on apareix gent de la seva vida anterior de manera repetida.
Un any després Anne comença a apropar-se a Peter en busca d'amistat. A soles, descriu els seus pensaments sobre l'amor i la sexualitat. Alterna aquestes reflexions amb descripcions sobre els problemes de subsistència creixents i sobre el seu estat d'ànim, cada cop més depressiu. Peter i Anne troben un racó a l'àtic on poden parlat plegats i la seva confiança mútua augmenta, fins que ella admet amb recances estar-ne enamorada. Parlen recurrentment de les relacions amb les respectives famílies, un tema que els angoixa. Els adults miren amb mals ulls la seva relació i limiten el seu contacte a soles. Anne es consola d'aquest allunyament forçós concentrant-se en els estudis, perquè té esperances d'esdevenir escriptora o periodista quan acabi la guerra. Peter provoca un encontre per fer-li un petó.
Perden nous aliats perquè s'inicia un període de detencions de tothom qui amagui o ajudi els jueus. Tots els habitants de l'annex estan sempre de mal humor per por a ser descoberts i Anne escriu de manera creixent sobre la guerra, les seves motivacions i afers històrics. També repassa la seva vida anterior per veure com s'ha transformat per la tragèdia. Es veu dividida en dues personalitats, una externa que intenta animar els seus amics i parents i una interna que no pot suportar més la situació. Aquesta constatació és la darrera del diari perquè dies després arriba la policia per detenir-los a tots i enviar-los a un camp de concentració.

## Personatges
Els personatges principals del diari són:
- Anne Frank: és la narradora i protagonista principal del diari. Vol ser escriptora i es mostra com una adolescent observadora del seu entorn. Madura al llarg del captiveri forçós, essent més conscient de les injustícies i de com ha de formar la seva identitat en un entorn advers.
- Margot Frank: germana gran d'Anne però allunyada d'aquesta, no té un desenvolupament gaire aprofundit de la seva personalitat[3]
- Otto Frank: pare d'Anne, home afectuós i protector, destaca per la seva previsió enfront del context històric.
- Edith Frank: esposa d'Otto, apareix retratada com una mare poc propera i amb un fort temperament. Anne i ella mantenen sovint baralles dins l'annex on s'amaguen
- Hermann van Daan: pare de la família que s'incorpora més tard a l'amagatall, un home obert i espontani però també discutidor. El seu cognom real es van Pels i era un antic company de feina d'Otto Frank
- Petronella van Daan: esposa de Hermann, es mostra com una persona victimista i causa problemes de convivència al grup. El seu nom real és Augusta.
- Peter van Daan: jove fill dels anteriors, manté una relació d'amistat i flirteig amb Anne, malgrat les recances del seu pare. És descrit com un noi mandrós però sensible i tímid i resulta de gran ajuda per a Anne perquè li proporciona suport emocional
- Albert Dussel: dentista que s'uneix a les famílies amagades i que comparteix espai amb la jove. Per aquest motiu, ella ressalta els aspectes més domèstics i molestos de l'home, qui en realitat s'anomenava Fritz Pfeffer. Dussel es queixa per haver-se vist obligat a separar-se de la seva dona, cristiana i, per tant, capaç de viure lliurement mentre ell s'ha d'amagar.
- Victor Kugler i Johannes Kleiman: empleats d'Otto Frank, ajuden la família a amagar-se i a sobreviure mentre dura el confinament.
- Elli Vossen: De nom real Bep Voskuijl, és una altra treballadora de l'empresa còmplice del pla, juntament amb el seu pare.
- Miep van Santen: treballadora de l'empesa, ajuda els confinats i els proporciona notícies del món exterior. Apareix al diai com a Miep Gies i és la principal guardiana del diari un cop els Frank són detinguts.

## Estructura
El diari s'estructura segons les dates que conformen les seves entrades i ocupa tres volums. La llibreta inicial és el regal del tretzè aniversari d'Anne, i ella de seguida comença a omplir-lo amb detalls quotidians de la seva vida. En una primera part, el primer mes, narra esdeveniments relatius a l'escola o amics. La segona part s'inicia amb la reclusió forçosa de la seva família per fugir de la persecució nazi i amb l'arribada de més habitants, que alteren les dinàmiques internes. La tercera part ocupa la major part de pàgines del diari i descriu el deteriorament de les condicions de vida i com Anne guanya en coneixement del caràcter de cadascuna de les persones que l'envolten, així com mencions a la guerra. La darrera part suposa un punt d'inflexió per l'inici de la relació amb Peter, que canvia la seva vida en tenir per fi un confident i posteriorment una parella.
L'estructura no encaixa amb els esquemes tradicionals de la trama a causa del gènere de diari, on són les diferents entrades les que fan avançar l'acció sense una planificació prèvia. Tampoc no hi ha un desenllaç, atès que el llibre s'interromp per la detenció del grup i no per voluntat de l'autora. L'avenç en els esdeveniments és fruit del creixement personal de la narradora i dels canvis externs, no pas d'exigències narratives.

## Temes
El tema principal és la formació de la personalitat durant l'adolescència, i com Anne intenta esdevenir una dona adulta normal malgrat les circumstàncies històriques excepcionals en què viu. El diari està ple de reflexions sobre el paper dels joves, el caràcter i les emocions que acompanyen el creixement. Anne vol ser gran perquè pensa que així els altres la tindran més en consideració, per això desitja tenir la menstruació i ser una dona adulta. Per aquest motiu el diari sovint ha estat llegit com una Bildungsroman. Aquest desig de créixer està sumat a l'esperança en el futur, que l'ajuda a sobreviure. En efecte, ella sempre planteja la seva situació a l'amagatall com a temporal i fa plans per quan el conflicte acabi, com els moments on parla de la seva futura família o de com esdevindrà periodista. Aquest món adult possible s'oposa al present, on predominen les emocions negatives. Al llarg del diari, el present també s'oposa a un passat sense privacions i progressivament tenyit d'enyorança i una certa idealització, en contrast amb les primeres entrades on demostra que no era tan feliç. La reflexió sobre el pas del temps i com ella madura ocupen bona part de les pàgines del llibre, on també recull les impressions sobre la pròpia escriptura com a prova del procés de creixement interior.
Destaca la sensació d'incomprensió del seu entorn en aquest procés, per això Anne es confessa per escrit al diari i posteriorment s'enamora de qui sembla entendre-la. La incomprensió dels altres la fa experimentar agudament la solitud malgrat estar envoltada de gent. Aquest sentiment contrasta amb l'aparença exterior de noia alegre, que ella mateixa descriu en repetides ocasions. Acaba, però, veient que aquesta màscara que oculta l'autèntic jo està present en tothom que l'envolta, fet que altera la seva visió dels comportaments aliens al final del diari, quan intenta llegir els sentiments autèntics que intenten amagar aquells qui ella estima. De fet el seu propòsit abans de perdre la llibreta per l'arribada de la policia és intentar fer que aflori el seu jo veritable i ajudar que els altres facin el mateix.
Un dels temes associats a la maduració d'Anne és l'amor. Comença amb una relació idealitzada d'un antic company d'escola, Peter Schiff. Somnia amb ell diverses nits i esdevé un símbol de l'amor per excel·lència, un personatge que encara l'arquetip del príncep blau i que la connecta a la seva existència anterior, tal com les imatges sobre les amigues perdudes. Només quan transfereix part dels atributs d'aquest noi a Peter van Daan, el seu company de confinament, pot admetre que potser s'està enamorant d'ell i la relació canvia. El jove passa a ser el seu confident, qui li fa el primer petó, el seu refugi davant la solitud. Aquesta relació li aporta il·lusió i també el despit de la seva germana, gelosa per no tenir un equivalent. També amb ell inicia la seva consciència del desig sexual, fet que acabarà suposant la desaprovació del seu pare, tant de la relació, com en la censura de la publicació del diari.
El risc de perdre la vida és present al llarg de tot el diari però el to d'Anne sempre és optimista i agraït perquè és conscient del luxe que suposa tenir un amagatall per a la seva família. Valora els riscos que prenen els amics que han decidit amagar-los i que els aporten recursos fonamentals. Accepta les restriccions com el forçat silenci per no ser sentits pels treballadors de l'empresa o dependre de l'ajuda exterior, encara que expressi queixes sobre com això deteriora la convivència. És força crítica amb els habitants del refugi que no valoren la seva situació i compliquen més les relacions personals del grup. En contrast, la seva amiga d'escola Lies, amb qui somnia o evoca mentre passen les setmanes, es converteix en el símbol de la tragèdia, d'aquells jueus que no han pogut fugir o amagar-se i, per tant, probablement han patit les conseqüències de la persecució nazi. Aquesta realitat fa augmentar la religiositat de la noia, malgrat que se senti llunyana de les pregàries dels seus companys. El fet de ser marcada com a jueva i que aquest tret posi en perill la seva existència fa que es qüestioni la seva fe i la seva pertinença a aquesta cultura, si bé no és mai una característica definitòria per a ella.

## Estil
El diari està escrit en forma de cartes a una Kitty que actua com a confident i que és la personificació del mateix diari. Aquest to dialogal fa més presents al lector els esdeveniments que narren les diferents entrades. L'estil epistolar imita el de Cissy van Marxveldt, una autora que Anne admirava. S'ha buscat un paral·lel real entre el nom Kitty i una vella amiga d'escola, Kitty Egyedi, però l'absència de mencions a aquesta companya en passatges on sí que se citen altres noies ha fet descartar aquest origen. Anne explica des de l'inici del diari que necessita desfogar-se per escrit perquè no té ningú amb qui fer-ho en la realitat, per això l'estil està farcit d'expressions emocionals intenses, com correspon a un diari íntim.
Empra símbols recurrents, com el paper dels somnis, que reforcen el lligam amb la vida passada. En ells apareixen bàsicament tres figures: l'amiga jueva que no ha pogut ocultar-se, el seu antic amor i l'àvia que ocupa el paper maternal que la seva mare no exerceix. Usa també nombrosos recursos literaris però en general mostra un llenguatge planer. Apareixen al·lusions literàries diverses, tant dels clàssics que havia estudiat a l'escola com de literatura juvenil contemporània. La voluntat de la noia de ser escriptora de gran és evident en l'ús d'aquests referents.

## Publicació
A l'inici, Anne pensava en el seu diari només com un document personal però posteriorment va voler fer-lo públic, a partir de les declaracions de Gerrit Boklestein, polític neerlandès exiliat, que instaven a conservar i difondre els testimonis com diaris i cartes sobre les persones afectades per l'ocupació alemanya. Per això va passar a net determinats passatges, que han permès conservar fragments perduts d'una llibreta que sembla haver-se extraviat pel salt de dates. La versió original es coneix com a "versió A", mentre que la versió passada a net és la B.
En una primera edició, seleccionada pel pare d'Anne, es van ometre determinats passatges i es van escurçar determinades entrades, pensant en el públic adolescent i en la memòria de les persones descrites a les pàgines del diari. Aquesta versió publicada és la "versió C" del document. Els negacionistes han qüestionat en diverses ocasions la veracitat del diari basant-se en la presumpta reescriptura per part del pare, però el confrontament amb els originals ha desmentit aquesta possibilitat. Part de les omissions paternes feien referència a aspectes de la sexualitat de la noia, perquè els editors holandesos van pensar que podien ofendre els lectors conservadors. La primera edició completa sense expurgar va aparèixer el 1986 i en ella s'efectua la crítica textual per comparar les tres versions del diari, A, B i C.
Otto Frank va cedir els drets d'autor del diari a una entitat suïssa, Anne Frank Fonds. Atès que la versió C va ser publicada en 1947, el seu copyright hauria d'expirar en 2016, ja que la seva autora és morta i han passat els anys mínims des que l'obra va veure la llum pública. La polèmica, però, va esclatar per a la versió crítica, que conté materials dels tres diaris i que no expiraria fins al 2036. L'entitat dipositària dels drets, a més a més, afirma que la versió C, en ser una selecció feta per Otto, es pot considerar que té un coautor, el pare de la jove, i, que per tant estén els drets en el temps perquè va morir molt després que la seva filla.

## Llegat
El llibre és considerat una de les obres més importants del segle XX pel seu valor testimonial i com a tal, ha estat inclòs en nombrosos plans d'estudi de l'educació secundària i superior. Determinats centres educatius, però, han censurat passatges del diari, preferint la versió inicial del pare, o directament l'han desaconsellat a causa de les escenes sobre el desig sexual femení. Les associacions contra la censura han inclòs el llibre dins les seves llistes per a la reivindicació en l'elecció el cànon escolar. La presència en aquest cànon ha propiciat la traducció de l'obra a més de setanta llengües diferents.
Anne Frank ha esdevingut un símbol de la resistència a l'Holocaust i com a tal, una de les figures femenines més influents de la història. El seu caràcter simbòlic ve d'una conjunció aparentment paradoxal: d'una banda escriu un diari íntim on apareixen temes propis de moltes noies adolescents i la peripècia d'amagar-se a Holanda per fugir dels nazis és anàloga a la de molts altres jueus (fins a 60.000 persones van haver de fugir d'Alemanya) i per l'altra expressa la seva visió absolutament personal d'ambdós fets. És una figura que podria haver estat qualsevol de les persones implicades en l'Holocaust i al mateix temps una veu única.
La ubicació de la casa on es va amagar la família Frank és visitada cada any per més de 500.000 persones. Igualment, milers de viatgers han inclòs la ruta pels camps d'extermini o per les exposicions periòdiques dedicades a l'obra d'Anne en el seu turisme cultural. Existeixen diversos centres monogràfics dedicats a explorar la seva memòria i l'Holocaust. Philiph Roth ha escrit un llibre ucrònic on Anne ha sobreviscut als camps de concentració i apareix com l'escriptora que volia ser.
El diari ha estat adaptat a diversos mitjans. Dins les versions teatrals, destaquen la de Frances Goodrich en 1957 i la d'Eric-Emmanuel Schmitt de 2012. El cinema també s'ha ocupat d'aquesta obra, amb adaptacions diverses entre les quals sobresurt The Diary of Anne Frank (1959), guanyadora de tres Oscar. Posteriorment van sorgir minisèries televisives que s'inspiraven en aquesta pel·lícula, una d'elles en format anime (Anne no nikki, 1995). S'han emès igualment nombrosos documentals, que aborden el context històric de l'escriptura del diari o els fets que s'hi narren.
La fotografia més coneguda d'Anne s'ha convertit en una icona que apareix per il·lustrar diversos treballs relacionats amb la memòria però fins i tot grafits urbans sense cap relació amb la massacre jueva. S'ha fet una figura de cera de la noia que s'exhibeix al museu Madame Tussauds i les seves reproduccions inclouen nines per a infants o diversos articles de marxandatge que han estat fortament criticats per alguns admiradors del diari, ja que consideren que es banalitza la seva història. D'altres, però, asseguren que la popularització de la seva efígie és inevitable i que correspon a altres fenòmens del segle XX com el Che Guevara.